# Pop Montréal
Pop Montréal est un festival de musique annuel de Montréal au Québec.

## Description
L'événement est créé 2002, et a fêté sa vingtième année en 2022, après une interruption due à la Covid-19. Il se déroule habituellement à la fin septembre ou au début octobre, et la musique indépendante y est privilégiée. Pop Montréal attire chaque année depuis sa première édition  plus de 200 artistes se produisant durant cinq jours dans une trentaine de salles de spectacles et de bars à travers la ville, notamment dans le quartier Mile End.
En parallèle aux rendez-vous musicaux, Pop Montréal présente des projections de films, des événements artistiques, des conférences (Pop & Politics) et une foire culturelle (Puces Pop). Une baladodiffusion existe aussi en français et en anglais (PopCast).
Le nom du festival a été inspiré à ses créateurs, Daniel Seligman, Noelle Sorbara et Peter Rowan, par le festival Halifax Pop Explosion.
Parmi les artistes ayant participé à Pop Montréal entre 2002 et 2007, on retrouve notamment Beck, Patti Smith, Arcade Fire, Billy Childish, Pere Ubu, Irving Fields, Interpol, TTC, Joanna Newsom, Sloan et d'innombrables artistes locaux.

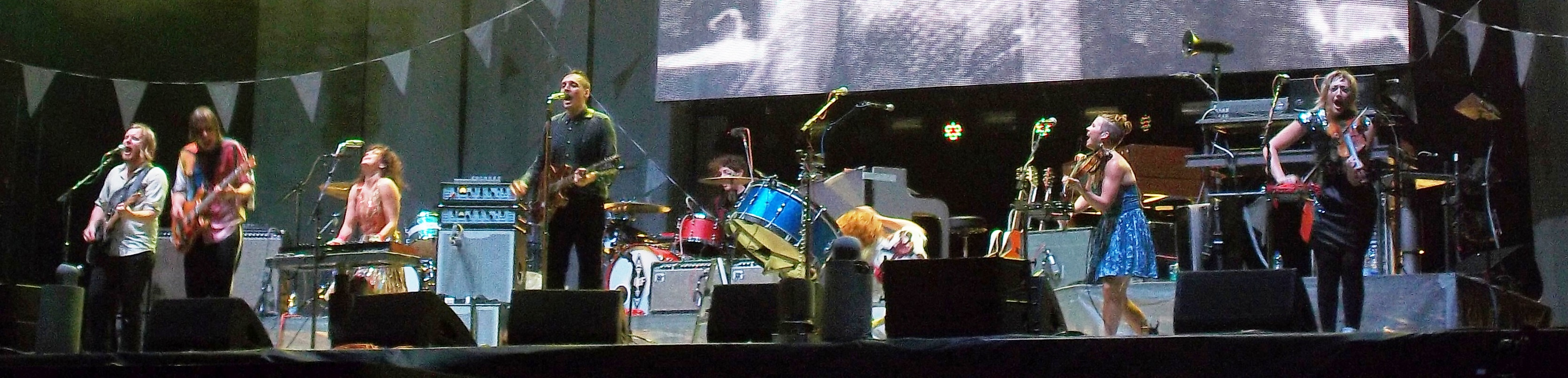
Pour son dixième anniversaire, Pop Montréal a organisé un spectacle à grand déploiement à la place des Festivals mettant en vedette le groupe Arcade Fire